# ホーボーケン-ワールド・トレード・センター線
ホーボーケン-ワールド・トレード・センター線（Hoboken–World Trade Center）はパストレインの運行系統で、略称はHOB-WTCである。路線図では緑色で示され、同線を運行する列車は緑色の標識灯を点灯する。ニュージャージー州ホーボーケンのホーボーケン駅からダウンタウン・ハドソン・チューブを通りニューヨーク市ロウアー・マンハッタンのワールド・トレード・センター駅を結んでいる。4.8キロメートル（3マイル）を11分で結んでおり、パストレインで最も短い路線である。
平日6時から23時まで運行されており、週末や深夜は運行していない。運行時間外にホーボーケン駅からワールド・トレード・センター駅に移動するには、ホーボーケン経由のジャーナル・スクエア-33丁目線を利用して、グローブ・ストリート駅でニューアーク-ワールド・トレード・センター線に乗り換えることになる。以前は週末にも運行されており、パストレインで唯一深夜帯以外の運行となる路線であった。また、全駅が障害者対応なのも本線が唯一である。

## 歴史
ホーボーケン-ワールド・トレード・センター線は元々ハドソン・アンド・マンハッタン鉄道（H&M）の路線で、当時はジャージーシティのエクスチェンジ・プレイス駅とマンハッタンのハドソン・ターミナル駅を結んでいた。1909年7月19日に開業し、1909年8月2日にはホーボーケン駅まで延伸された。
H&Mは1962年にニューヨーク・ニュージャージー港湾公社に買収されてパストレインとなった。 港湾公社は1966年から1974年にかけてワールド・トレード・センターを建設したが、ワールド・トレード・センター駅は一足早く1971年に開業した。このとき、エクスチェンジ・プレイス駅が1960年代から1970年代にかけて建て直された。また、H&Mのエリー駅はパヴォニア・アベニュー駅して建て直され、その後パヴォニア/ニューポート駅と改名された後、2010年に「パヴォニア」が落ちてニューポート駅となった。ホーボーケン駅はニュージャージー・トランジットの再建計画により20世紀末から改修工事が行われている。
アメリカ同時多発テロ事件によりワールド・トレード・センター駅が破壊され、エクスチェンジ・プレイス駅も閉鎖されたことから、ホーボーケン-ワールド・トレード・センター線は運行休止となった。その代わりに、同じラインカラー（緑色）でホーボーケン駅 - ジャーナル・スクエア駅間の運行が行われた。2003年6月29日にエクスチェンジ・プレイス駅が営業を再開すると、仮系統のホーボーケン-エクスチェンジ・プレイス線に緑色のラインカラーが与えられた。ホーボーケン-ワールド・トレード・センター線は同年11月23日に運行を再開した。2006年4月9日から、ワールドトレードセンターサイトの建設工事のため週末の運行が中止された。

## 駅一覧
| バリアフリー・アクセス | 駅名                           | 接続                                                                                                  |
| ---------------------- | ------------------------------ | --- |
| ニュージャージー州     |                                | |
| バリアフリー・アクセス | ホーボーケン駅                 | HOB–33, NJトランジット、メトロノース鉄道、ハドソン-バーゲン・ライトレール NJTバス、NYウォーターウェイ |
| バリアフリー・アクセス | ニューポート駅                 | JSQ–33、ハドソン-バーゲン・ライトレール NJTバス、アカデミーバス                                       |
| バリアフリー・アクセス | エクスチェンジ・プレイス駅     | NWK–WTC、ハドソン-ベルゲン・ライトレール NJTバス、A&Cバス                                             |
| マンハッタン           |                                | |
| バリアフリー・アクセス | ワールド・トレード・センター駅 | NWK–WTC、 ニューヨーク市バス、MTAバス                                                                 |